# Calliostoma houarti
Calliostoma houarti is een slakkensoort uit de familie van de Calliostomatidae. De wetenschappelijke naam van de soort is voor het eerst geldig gepubliceerd in 2000 door Claude Vilvens.
De soort werd bij Balicasag, een klein eiland nabij Bohol in de Filipijnen, verzameld door de Fransman Emmanuel Guillot de Suduiraut. Ze is genoemd naar Roland Houart, toen voorzitter van de Franstalige Société Belge de Malacologie (Claude Vilvens was ondervoorzitter).